# Lucas Arruda
Lucas Arruda (São Paulo, 1983), é um pintor brasileiro que vive e trabalha em São Paulo, Brasil. Formado em Artes pela Faculdade Santa Marcelina no ano de 2009, Lucas faz parte de uma geração de artistas no Brasil que reivindicaram a pintura em um cenário artístico amplamente dominado pela arte conceitual . É conhecido pelas suas pinturas de paisagens atmosféricas que existem na fronteira entre a abstração e a figuração, entre registos mnemónicos e imaginativos. Sua obra é caracterizada por uma sutil representação da luz e por uma qualidade meditativa, suas pinturas são carregadas de questões visuais e metafísicas.

## Obra
O trabalho artístico de Lucas Arruda desenvolve-se fundamentalmente em torno da paisagem e da luz, temas bem definidos dentro do cânone histórico da arte. O artista utiliza desses elementos para construir imagens capazes de representar e examinar estados mentais contemporâneos complexos. Sua obra é frequentemente exibida em séries de pinturas de pequeno formato agrupadas sob o título "Deserto-Modelo", termo apropriado do poeta brasileiro João Cabral de Melo Neto para enfatizar a ideia de protótipo e repetição, " aliada à metáfora do deserto entendido como um lugar atemporal que não pode ser apreendido pela linguagem”. Descrevendo-se como "um artista que trabalha com tinta", em suas exposições, Arruda muitas vezes desloca a paisagem para outras linguagens além da pintura, apresentando instalações de luz e projeções de slides, alcançando "uma experiência ao vivo que opera através da mediação da luz e do olhar" conforme observado pelo curador Hans Ulrich Obrist.
Embora os primeiros críticos de Arruda tenham inscrito suas pinturas na tradição romântica e sublime, referenciando artistas como Caspar David Friedrich e Edward Hopper, o próprio artista, ao citar suas influências, menciona o trabalho de JMW Turner, as pinturas de paisagens do artista venezuelano Armando Reverón e a obra do pintor italiano Giorgio Morandi. Ele enfatiza os impulsos matemáticos e metafísicos da sua obra, insistindo na “ideia da paisagem como uma estrutura, e não como um lugar real”.

## Influências
A redefinição da pintura de paisagem por Lucas Arruda, ao infundir elementos tradicionais das paisagens marítimas com elementos de abstração e impressionismo, ganhou reconhecimento, como evidenciado por sua inclusão na Vitamin P3 da Phaidon. Esta coleção destaca artistas inovadores que moldam a pintura contemporânea. Na primeira edição de Magma, editada por Paul Olivennes, Arruda figura entre notáveis personalidades contemporâneas, apresentando obras artísticas e literárias associadas ao renascimento moderno da estética vanguardista. Esta publicação contou com uma pintura inédita de Arruda que acompanha o poema " La Maison des Sables " (1965) do poeta e filósofo pós-colonial francês Édouard Glissant.

## Carreira
- Assum Preto, Fondazione Sandretto Re Rebaudengo, Madrid (2023);[11]
- Lugar sem lugar, Instituto Tomie Ohtake, São Paulo (2022);[12]
- Lugar sem lugar, Fundação Iberê Camargo, Porto Alegre (2021);
- Lucas Arruda, Pond Society, Xangai (2020);
- Deserto-Modelo, Fridericianum, Kassel (2019);[13]
- Lucas Arruda, Cahiers d'Art, Paris (2018);[14]
- Deserto-Modelo, Indipendência, Roma (2016);[15]
- Deserto-Modelo, Lulu, México DF (2015);
- Deserto-Modelo, Pivô Arte e Pesquisa, São Paulo (2015).

Seu trabalho foi incluído em mostras coletivas institucionais como:
- Bonna, Dhaka Art Summit, Dhaka (2023);[16]
- Avant l'Orage, Bourse de Commerce – Coleção Pinault, Paris (2023);[17]
- Passages – Landscape, Figure and Abstraction, Fondation Beyeler, Basileia (2022);[18]
- Histórias Brasileiras, Museu de Arte de São Paulo (2022);[19]
- Seismic Movements, Dhaka Art Summit, Dhaka (2020);
- Aprendendo com Miguel Bakun: Subtropical, Instituto Tomie Ohtake, São Paulo (2019);[20]
- Luogo e Segni, Punta della Dogana, Veneza (2019);
- Volcano Extravaganza 2019 – MORTE, Fiorucci Art Trust, Stromboli (2019);[21]
- City Prince/sses, Palais de Tokyo, Paris (2019);
- Anozero '17 – Bienal de Arte Contemporânea de Coimbra, Coimbra (2017);[22]
- Soft Power. Arte Brasil , Kunsthal KAdE, Amersfoort (2016).[23]

O trabalho de Arruda é destaque em diversas publicações como:
- Vitamina P3: Novas Perspectivas na Pintura (2019) por Phaidon Press,[24]
- Pintura de paisagem agora (2019) por DAP/ Distributed Art Publishers[25]
- Hans Ulrich Obrist: Entrevistas Brasileiras Vol. 2 (2021) de Cobogó.[26]

## Publicações
- Lucas Arruda. Deserto-Modelo (2022, Verlag der Buchhandlung Walther & Franz König, ISBN 978-3-7533-0252-2 ) [27]
- Lucas Arruda: Deserto-Modelo (2020, David Zwirner Books, ISBN 9781644230411 ) [28]
- Lucas Arruda (2018, Cahiers d'Art & Editora Cobogó, ISBN 9786556910314 )